# Guifi.net

Logotip von Guifi.net

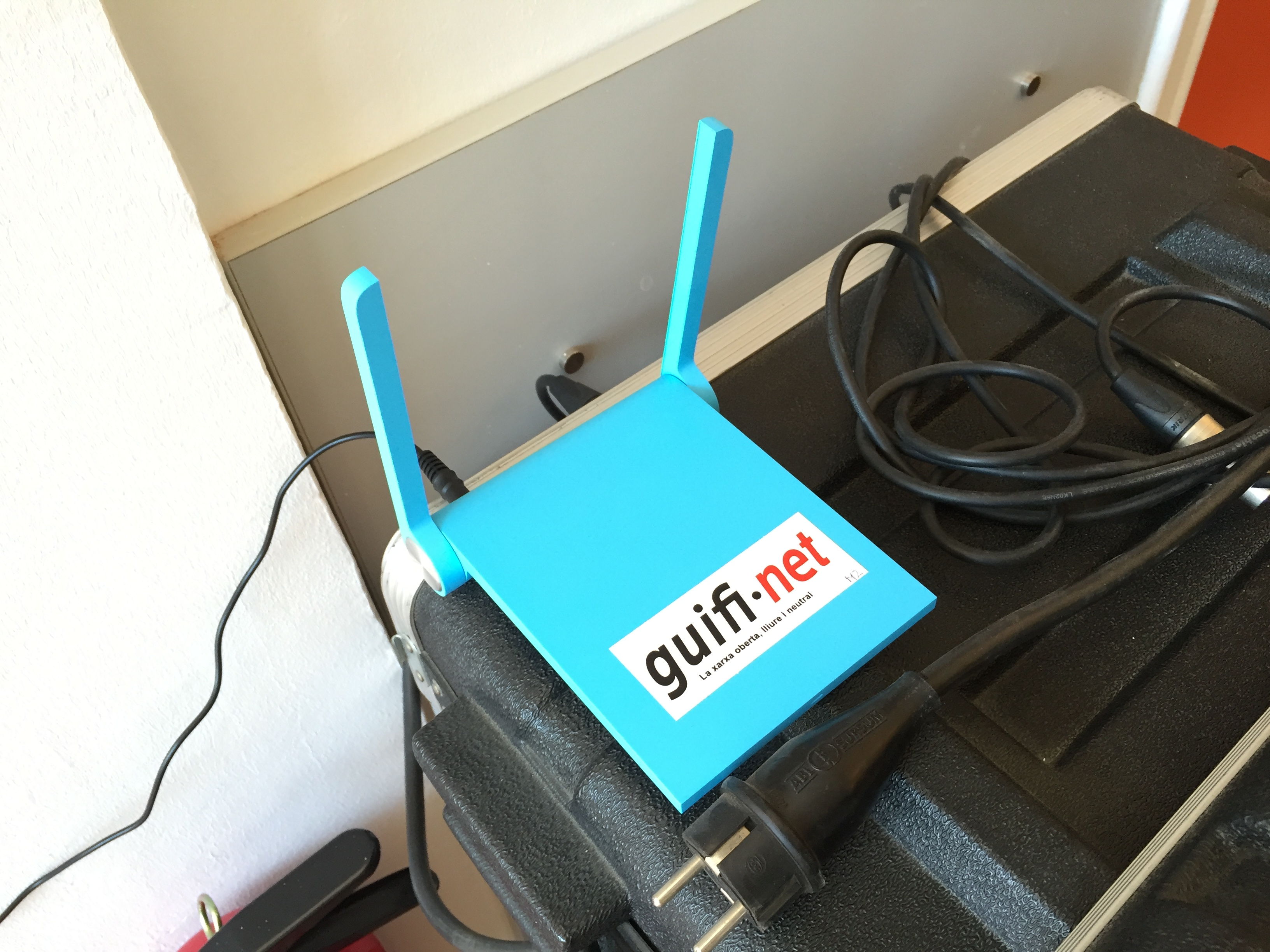
Modem guifi.net

Guifi.net ist ein technisch-soziales Projekt zum Aufbau eines freien, offenen, neutralen, gemeinschaftlichen und großteils drahtlosen Telekommunikationsnetzwerkes.

## Geschichte
Das Projekt wurde 2004 u. a. vom Oracle-Mitarbeiter Ramon Roca gegründet, da Breitband-Anbindungen in Katalonien außerhalb großer Städte damals praktisch nicht zu bekommen waren. 2008 wurde Guifi.net in das European Network of Living Labs (ENoLL) aufgenommen, eine EU-Initiative zur Stärkung lokaler und regionaler Internetinfrastrukturprojekte. Im August 2009 wurden im Rahmen des Projekts „Fiber From The Farms“ erstmals eigene Glasfaserleitungen verlegt. 2010 wurde eine ganze Kommune (Gurb) von Guifi.net erschlossen.
2011 wurde das Netzwerk an den Internet-Knoten Catalonia Neutral Internet Exchange Point (CATNIX) angebunden. Bis 2013 wurde das Krankenhaus von Vic Teil des Netzwerks, welches nun aus über 21.000 Zugangspunkten bestand. 2015 war das Netzwerk auf knapp 29.000 Knoten angewachsen und mit einer Bandbreite von 11,3 Gbit/s am CATNIX angebunden. 2017 trat das Projekt der Association for Progressive Communications bei und verzeichnete 32.500 aktive Knoten.

## Organisation
Die Grundprinzipien des Projekts lauten (frei übersetzt): 
- Das Netzwerk darf für jeden Zweck genutzt werden, der dem Projekt und dem Netzwerk keinen Schaden zufügt oder die Freiheit anderer Teilnehmer einschränkt.
- Wissen über den Aufbau, die Zusammensetzung und Komponenten des Netzwerks stehen jedem offen.
- Über das Netzwerk darf jede Form der Kommunikation erfolgen und es darf jederzeit erweitert werden.
- Wer sich als Betreiber dem Netzwerk anschließt, erklärt sich mit diesen Bedingungen einverstanden.

Die Knotenpunkte des Netzes werden von Einzelpersonen, Unternehmen und Verwaltungen beigesteuert, die sich frei an das offene Telekommunikationsnetz anschließen und es dort erweitern, wo die notwendige Infrastruktur sonst nicht zugänglich sind. Knoten treten dem Netzwerk nach dem Self-Provision-Modell bei. Guifi.net wird von der Stiftung Guifi.net unterstützt, die seit April 2009 als Betreiber bei der spanischen Kommission für den Telekommunikationsmarkt (CMT) registriert ist. 
Die Kosten werden per Kostenbeteiligung der Teilnehmenden getragen. Das grundlegende Funktionsprinzip basiert auf der Wireless Commons License.